# Дания на зимних Олимпийских играх 1992
Дания принимала участие в Зимних Олимпийских играх 1992 года в Альбертвиле (Франция) в седьмой раз за свою историю, но не завоевала ни одной медали. Сборную страны представляли 4 мужчины и 2 женщины.

### Горнолыжный спорт
Мужчины
| Соревнование      | Спортсмены             | 1 спуск | 1 спуск | 2 спуск | 2 спуск | Всего   | Место | Отставание |
| Соревнование      | Спортсмены             | Время   | Место   | Время   | Место   | Всего   | Место | Отставание |
| ----------------- | ---------------------- | ------- | ------- | ------- | ------- | ------- | ----- | ---------- |
| гигантский слалом | Нильс Гельбьерг-Хансен | 1:14,04 | 57      | 1:12,45 | 47      | 2:26,49 | 45    | +19,51     |
| слалом            | Нильс Гельбьерг-Хансен | DNF     | DNF     | —       | —       | —       | —     | —          |

Женщины
| Соревнование      | Спортсменка     | 1 спуск | 1 спуск | 2 спуск | 2 спуск | Всего   | Место | Отставание |
| Соревнование      | Спортсменка     | Время   | Место   | Время   | Место   | Всего   | Место | Отставание |
| ----------------- | --------------- | ------- | ------- | ------- | ------- | ------- | ----- | ---------- |
| гигантский слалом | Тине Конгсхольм | 1:13,82 | 36      | 1:17,18 | 33      | 2:31,00 | 31    | +18,26     |
| слалом            | Тине Конгсхольм | 56,01   | 36      | 48,02   | 24      | 1:44,03 | 28    | +11,35     |

### Лыжные гонки
Мужчины
| Соревнование                 | Спортсмены     | Результат | Место | Отставание |
| ---------------------------- | -------------- | --------- | ----- | ---------- |
| 10 км классическим стилем    | Эббе Харц      | 31:34,5   | 48    | +3:58,5    |
| 10 км классическим стилем    | Михаэль Бинсер | 32:45,9   | 69    | +5:09,9    |
| Гонка преследования 10+15 км | Эббе Харц      | 1:13:33,1 | 53    | +7:55,2    |
| Гонка преследования 10+15 км | Михаэль Бинсер | 1:14:03,7 | 59    | +8:25,8    |
| 30 км классическим стилем    | Эббе Харц      | 1:33:46,4 | 58    | +11:18,6   |
| 30 км классическим стилем    | Михаэль Бинсер | 1:35:00,1 | 64    | +12:32,3   |
| 50 км свободным стилем       | Эббе Харц      | 2:21:23,1 | 49    | +17:41,6   |

### Фигурное катание
| Соревнование              | Спортсмены         | Короткая программа | Короткая программа | Произвольная программа | Произвольная программа | Всего | Всего |
| Соревнование              | Спортсмены         | Сумма баллов       | Место              | Сумма баллов           | Место                  | Очки  | Место |
| ------------------------- | ------------------ | ------------------ | ------------------ | ---------------------- | ---------------------- | ----- | ----- |
| Мужское одиночное катание | Хенрик Валентин    | 74,4               | 24                 | 82,9                   | 20                     | 32,0  | 20    |
| Женское одиночное катание | Анисетте Торп-Линд | 93,7               | 8                  | 87,6                   | 16                     | 16,0  | 15    |